# Robustanoplodera viridipennis
Robustanoplodera viridipennis är en skalbaggsart som först beskrevs av Maurice Pic 1923.  Robustanoplodera viridipennis ingår i släktet Robustanoplodera och familjen långhorningar. Inga underarter finns listade i Catalogue of Life.